# Acmaeodera fenyesi
Acmaeodera fenyesi  (лат.) — вид жуков-златок рода Acmaeodera из подсемейства Polycestinae (Acmaeoderini). Распространён в Новом Свете. Кормовым растением имаго являются Lotus rigidus, Quercus sp. (Nelson 1987:57), а у личинок — Arctostaphylos viscida (Beer 1944:107).
Вид был впервые описан в 1899 году биологом Генри Клинтоном Фоллом (Henry Clinton Fall).